# Dusona gastroides
Dusona gastroides är en stekelart som beskrevs av Horstmann 2004. Dusona gastroides ingår i släktet Dusona och familjen brokparasitsteklar. Inga underarter finns listade i Catalogue of Life.